# Шувалов, Алексей Борисович
Алексей Борисович Шувалов (род. 13 августа 1977 года, Красноярск, РСФСР, СССР) — российский муниципальный деятель. Первый заместитель главы города Красноярска с 28 декабря 2021 года. Неоднократно исполнял обязанности главы города.
Классный чин — старший советник юстиции.

## Биография
Родился 13 августа 1977 года в городе Красноярске.

### Образование
В 1999 году завершил обучение в Красноярском государственном университете (в настоящее время — Сибирский федеральный университет), получив высшее юридическое образование по специальности «Юриспруденция».

### Карьера в органах прокуратуры
Трудовую деятельность начал в 2000 году в органах прокуратуры, где проработал почти два десятилетия. Его карьера развивалась следующим образом:
- 2000—2007: Прошёл путь от следователя до заместителя прокурора в Красноярской транспортной прокуратуре и Шарыповской межрайонной прокуратуре.
- 2007: С созданием Следственного комитета при прокуратуре РФ был назначен руководителем следственного отдела по Советскому району города Красноярска.
- После 2007: Продолжил службу на различных должностях в органах прокуратуры Красноярского края. Был назначен первым заместителем прокурора закрытого административно-территориального образования (ЗАТО) Железногорск.
- До 2020: Возглавлял отдел по надзору за исполнением законодательства о противодействии коррупции в прокуратуре Красноярского края. На этой должности курировал одно из ключевых направлений надзорной деятельности. Дослужился до классного чина старшего советника юстиции.

### Работа в Администрации города Красноярска
В июле 2020 года перешёл на муниципальную службу, присоединившись к команде администрации города Красноярска.
- Июль 2020 — Декабрь 2021: Был назначен на должность заместителя главы города — руководителя департамента общественной безопасности. В этой роли он отвечал за координацию работы по обеспечению правопорядка, профилактике правонарушений и взаимодействию с правоохранительными органами на территории города.
- С 28 декабря 2021 года: Назначен на должность первого заместителя главы города Красноярска. В его ведение вошли вопросы координации деятельности всех подразделений администрации, стратегического планирования и реализации ключевых городских проектов.

В качестве первого заместителя неоднократно исполнял обязанности главы города Красноярска в периоды отсутствия руководителя.

## Важное уточнение
В средствах массовой информации и публичном пространстве иногда возникает путаница относительно должностей. Алексей Борисович Шувалов исполнял обязанности главы города (мэра) Красноярска, но никогда не занимал пост временно исполняющего обязанности (врио) губернатора Красноярского края.
Должность врио губернатора Красноярского края с 20 апреля 2023 года занимал Михаил Михайлович Котюков, который впоследствии был избран губернатором. Это две разные ветви и уровня власти: муниципальная (город) и региональная (край).